# Jishishan
Der Autonome Kreis Jishishan der Bonan, Dongxiang und Salar (积石山保安族东乡族撒拉族自治县,  Jīshíshān Bǎo'ānzú Dōngxiāngzú Sālāzú Zìzhìxiàn) ist ein autonomer Kreis der Bonan, Dongxiang und Salar des Autonomen Bezirks Linxia der Hui in der chinesischen Provinz Gansu. Die Fläche beträgt 909,1 Quadratkilometer und die Einwohnerzahl 246.700 (Stand: Ende 2018).

## Geschichte
Am späten Abend des 18. Dezembers 2023 ereignete sich in der Region ein Erdbeben der Magnitude 5,9 in einer Tiefe von etwa 10 km. Das Erdbeben ereignete sich bei Außentemperaturen von unter Null Grad. Zahlreiche Gebäude und Straßen wurden beschädigt. Es gab Tote und viele Verletzte.